# Tiwi Islands Shire
Tiwi Islands Shire är en kommun i Australien. Den ligger i territoriet Northern Territory, omkring 100 kilometer norr om territoriets huvudstad Darwin. Antalet invånare var 2 453. Tiwi Islands Shire omfattar Tiwi-öarna.